# Josep Maria Vilarmau i Cabanes
Josep Maria Vilarmau i Cabanes (Escrigues, Santa Maria de Merlès, Berguedà, 28 de març de 1900 - Santa Maria de Merlès, Berguedà, 7 d'octubre de 1947) fou folklorista, músic i poeta.

## Biografia
Fill d'una família de propietaris del Lluçanès, a partir dels anys 20 es va interessar per la cultura occitana i es va relacionar amb els ambients literaris i la vida cultural de Barcelona. Amb uns bons coneixements de música i de la realitat pagesa, va començar a introduir-se en el món del folklore, on va rebre el mestratge d'Anton Busquets i Punset i va seguir la metodologia de recerca i classificació de Rossend Serra i Pagès.
Va militar a la Lliga Catalana i el 1934 va ser elegit alcalde de Santa Maria de Merlès. D'idees conservadores, a la Guerra Civil va estar al costat dels nacionals. Es va exiliar a França el 1937 i un cop tornà va tornar a ser alcade del seu poble.
Tot i la seva clara adscripció al nou règim polític, no deixà mai d'escriure en català, de donar suport a la cultura catalana i de mostrar gran estimació cap a la seva terra.
Els anys quaranta va reprendre la seva vinculació amb grups literaris catalanistes de Vic i va treballar intensament en l'elaboració de la seva gran obra, Folklore del Lluçanès. Per això va recollir material folklòric durant 20 anys de la seva vida, centrant-se en el context ben conegut i familiar del Lluçanès.
És enterrat al cementiri de Santa Maria de Merlès.

## Obra
- Folklore del Lluçanès (1997)[2]

Poemes presentats als Jocs Florals de Barcelona
- Cançó de juny (1929)
- Pel pla de Sallent (1929)
- Puigmal (1929)
- Cançó de l'amor dels cims (1930)
- La Verge de les Galeres (1932)
- La diada de l'amor (1932)
- El follet (1932)
- Mare tardor (1932)
- Balada. Parla la lluna (1933 i 1934)
- Jo voldria una masia... (1933 i 1934)
- Trescant pels cims (1934)